# Kujbyszewo (obwód rostowski)
Kujbyszewo (ros. Куйбышево) – wieś w Rosji, w obwodzie rostowskim, ośrodek administracyjny rejonu kujbyszewskiego. W 2010 liczyła 6145 mieszkańców.

## Urodzeni
- Andriej Grieczko – radziecki dowódca wojskowy.